# Sexparty i Klippiga bergen
Sexparty i Klippiga bergen, originaltitel: Olympic Fever, är en pornografisk film från 1979, regisserad av Phillip Marshak. 

## Handling
Kristin är en simmerska som hoppas komma med i det amerikanska OS-laget. Hon lider av proteinbrist som förhindrar henne att nå sin dröm. Hon går därför till en läkare som föreskriver protein i form av sperma.

## Om filmen
Filmen är inspelad i Denver.

## Rollista
- Serena – Janet Brown
- Seka – Seka Romanov
- Paul Thomas – Kenneth Swift
- Laurie Smith – Kristin Peters
- Candida Royalle – olympisk simmerska
- Connie Peterson – olympisk simmerska
- Hillary Summers – olympisk simmerska
- Vicki Glick – olympisk simmerska
- Ron Jeremy – Ivan
- Richard Bulik – Vulga
- William Margold – tränare Rod

### Webbkällor
- Sexparty i Klippiga bergen på Internet Movie Database (engelska)
- Sexparty i Klippiga bergen på Svensk Filmdatabas